# Merizocera oryzae
Merizocera oryzae är en spindelart som beskrevs av Brignoli 1975. Merizocera oryzae ingår i släktet Merizocera och familjen Ochyroceratidae.
Artens utbredningsområde är Sri Lanka. Inga underarter finns listade i Catalogue of Life.